# Wen die Meute hetzt
Wen die Meute hetzt (Originaltitel: The Last Run) ist ein US-amerikanischer Thriller von Richard Fleischer aus dem Jahr 1971. Er wurde in Málaga und an anderen Schauplätzen in Spanien und Portugal gedreht.

## Handlung
Harry Garmes, Sohn eines Amerikaners und einer Portugiesin, ist ein amerikanischer Berufskrimineller, der sich nach seiner Zeit als Fluchtwagenfahrer in Chicago in Albufeira, einem Fischerdorf in Portugal niedergelassen hat. Er besitzt einen braunen 1956er BMW 503 und lebt mit der Prostituierten Monique zusammen. Nach neun Jahren bekommt er unerwarteterweise einen neuen Auftrag, nämlich den Killer Paul Rickard und dessen Freundin Claudie Scherrer über Spanien nach Frankreich zu bringen. Harry reizt an dieser Mission nicht so sehr das Geld, sondern das Abenteuer. 
Während der Fahrt wird Harrys Wagen von der Polizei verfolgt, die er aber geschickt abwimmeln kann. Als die drei im Hotel übernachten, möchte Harry mehr über Paul und seinen Coup erfahren, dieser hält sich bedeckt. Harry erfährt aber, dass Paul in Frankreich von Komplizen erwartet wird, die in einem schwarzen Citroën mit eingeschaltetem rechten Blinker Harrys BMW folgen werden und beim Erreichen des Ziels den Blinker ausstellen. Zudem entwickelt Harry Sympathien für Claudie. Nach der Überquerung der Grenze am nächsten Tag und dem Zusammentreffen mit Pauls Komplizen, stellt sich aber heraus, dass diese Paul und Claudie in eine Falle gelockt haben. Es gelingt Harry die Gauner zu überwältigen und er tritt darauf zusammen mit Paul und Claudie die Rückfahrt nach Portugal an, wo er die beiden dem Fischer Miguel anvertrauen möchte, der sie nach Nordafrika bringen kann. 
In Spanien werden sie von zwei Fahrzeugen, einem weißen Jaguar und einem schwarzen Dodge-Barreiros, verfolgt. Da Harry in seinen BMW einen Hebel eingebaut hat, mit dem er schneller beschleunigen kann, gelingt es ihm während der Verfolgungsjagd den Fahrer des Jaguar abzuwimmeln, welcher sein Fahrzeug bei der Verfolgung stark beschädigt und schließlich einen Abhang hinabstürzt. Durch die starke Beanspruchung des Motors entwickeln sich jedoch in Harrys Auto ungewöhnliche Geräusche, die ihn zum Anhalten und zur Überprüfung des Motors zwingen. Harry nimmt den Motor in Augenschein, während Claudie am Steuer sitzt und bei angezogener Handbremse probeweise auf das Gaspedal tritt. Paul steht indessen am Straßenrand mit einer Pistole Schmiere. Der schwarze  Dodge-Barreiros fährt am Rastplatz vorbei, macht kehrt und rast auf Paul zu. Diesem gelingt es den Fahrer des Dodge-Barreiros mit einem Schuss aus seiner Pistole zu töten, wobei der Wagen gegen einen Felsen prallt. Anschließend überwältigt Harry auch den Beifahrer, legt die Leiche in den Dodge-Barreiros, um den Vorfall wie einen Unfall aussehen zu lassen und zündet mit einer Zündschnur, die er in den Tank des Wagens einführt, das Wrack an, worauf dieses explodiert. Danach fahren die drei weiter, bis Harry eine Pause einlegt, um unter einem Baum ein Nickerchen zu machen. Paul und Claudie ruhen sich derweil auf der Rückbank des BMWs aus, wobei Paul ihr gesteht, dass sie für ihn nur ein Mittel zum Zweck sei. Kurz nachdem Harry wieder aufwacht, kommt Claudie zu ihm. Er eröffnet ihr die Möglichkeit ihren Fluchtplan zu ändern, um mit ihm in die USA zu gehen und Paul alleine nach Nordafrika fliehen zu lassen. Daraufhin küssen sich Harry und Claudie.
Die drei kommen nachts in Albufeira an, Harry hält an einer Telefonzelle und bittet Claudie und Paul in der nebenstehenden Kneipe auf ihn zu warten, während er telefoniert. In der Kneipe sieht sich Paul einen Film noir im Fernsehen an, während Claudie schläft. Als Harry hereinkommt und ihn bittet, mit ihm zu kommen, sagt Paul, dass er noch gerne den Film zu Ende sehen möchte und die Gefahr immer in der Telefonzelle liege. Danach fahren die drei zum Friedhof. Dort teilt Claudie Harry mit, dass sie doch nicht seinem Plan folgen werde und bei Paul bleibt. Harry macht sich auf den Weg zur Wohnung Moniques, wird dort von Gangstern überfallen und flieht zu Fuß aus der Wohnung. Paul und Claudie hören die Schüsse und wollen mit dem Auto zu Harry fahren. In den engen, steilen Straßen Albufeiras wird aber der Wagen beschädigt und kommt schließlich fahruntüchtig auf der Seite liegend zum Stehen. Sie laufen zum Strand, dort finden sie den Fischer Miguel, der die beiden nach Nordafrika bringen sollte, getötet vor. Auch Harry kommt zum Strand, der aber, von Schüssen aus dem Hintergrund getroffen, vor den Augen Claudies zusammensackt und stirbt. Darauf drängt Paul Claudie mit ihm ein Boot zu besteigen, was diese daraufhin auch ausführt.

## Wissenswertes
- Für die Rolle der Claudie Scherrer war ursprünglich Tina Aumont vorgesehen. Sie verließ nach einem Streit mit George C. Scott  das Set.[1]
- Hauptdarsteller George C. Scott und seine Filmpartnerin Colleen Dewhurst waren miteinander verheiratet. Während der Dreharbeiten lernte er Trish Van Devere kennen, die er ein Jahr später heiratete.[2]
- Im Time Magazine antwortete George C. Scott auf die Frage, warum er in Wen die Meute hetzt mitspiele, er mache dies, weil es ihn an die alten Filme mit Bogart erinnere.[3]

## Kritik
- Das Lexikon des internationalen Films schreibt: „Ein handwerklich solide inszenierter Gangsterfilm, weniger spannend als melodramatisch. Insgesamt zu vordergründig und obendrein mit recht bedenklicher Sympathieführung.“[4]
- Roger Ebert gibt dem Film zwei von vier Sternen und bemerkt, dass an einigen Stellen der Film  „fast zu verstehen scheint, um was es in Gangsterfilmen geht“. Er bedauert jedoch den Abgang John Hustons als Regisseur, der nach einem Streit mit George C. Scott durch Richard Fleischer ersetzt wurde, als Qualitätsverlust für den Film.[5]
- Toni Mastroianni von der Cleveland Press schreibt: „Das Problem Scotts ist es zurzeit, einen Film zu finden, der so groß ist wie er. Die Rolle ist richtig für ihn und vielleicht sollte er lieber in einem echten Hemingway mitspielen als in einer Imitation von einem.“[6]
- Roger Greenspun von der New York Times resümiert: „[Fleischer] ist ein Veteran mit über 20 Jahren Erfahrung in der Branche...Er scheint noch immer nicht den Reaction shot zu beherrschen und seine Autoverfolgungsszenen, trotz all den Staubwolken und quietschenden Reifen, sehen aus, als würden sie sich bei 30 Meilen pro Stunde abspielen.“[7]